# Kawizophyllum
Kawizophyllum es un género de  gimnospermas extintas que existía en el Pérmico. Plantas vasculares que reproducían con semillas. Fueron similares a las coníferas con hojas grandes y acanalados. Podría alcanzar los 45 metros de altura.

## Ubicación
En Brasil, las especies fósiles del género Kawizophyllum indefinida, se encuentran en Morro Papaleo afloran en el municipio de Mariana Pimentel. Son de lo geoparque Paleorrota en la Formación Río Bonito y fecha de la Sakmariense, en el Pérmico.
La especie K. dunpathriensis también se encuentra en India.